# Theretra molops
Theretra molops är en fjärilsart som beskrevs av Jordan 1926. Theretra molops ingår i släktet Theretra och familjen svärmare. Inga underarter finns listade i Catalogue of Life.